# Sucker Magazin
Das Sucker Magazin (offizielle Schreibweise: SUCKeR Magazin) wurde im April 1995 in der Oberpfalz, Bayern als Fanzine für elektronische Musik (Techno, House und Hip-Hop) gegründet. Von 1995 bis 1998 erschien das Magazin in gedruckter Form und wurde in Bayern sowie in den angrenzenden Bereichen von Österreich und Thüringen veröffentlicht. Die Startauflage des Magazins betrug 5.000 Exemplare, die bis zur Einstellung der Printausgabe 1998 auf 20.000 Exemplare anstieg.
Seit Juni 1995 verfügt das Sucker Magazin über einen eigenen Internetauftritt. Dieser wurde im Laufe der Jahre schrittweise erweitert und bietet seit Mai 2005 zum zehnjährigen Bestehen des Projektes Funktionen zum Veröffentlichen von Blogs, Fotoalben und Veranstaltungen. Mit der dazugehörenden Software, dem sucker.dumper (für Macintosh und Windows), können die Mitglieder der Community selbständig Artikel auf der Seite veröffentlichen.